# Tipula pseudocinerascens
Tipula pseudocinerascens là một loài ruồi trong họ Ruồi hạc (Tipulidae). Chúng phân bố ở vùng sinh thái Palearctic.